# Kakamega Homeboyz
El Kakamega Homeboyz es un equipo de fútbol de Kenia que juega en la Liga Keniana de Fútbol, la primera división nacional.

## Historia
Fue fundado en el año 2010 en la ciudad de Kakamega como equipo de la tercera categoría en 2011, logrando ese mismo año el ascenso a la segunda división. Al año siguiente logra el ascenso a la Liga Keniana de Fútbol luego de ganar el Grupo B.
En la temporada 2022/23 es campeón de la Copa de Kenia, y con ello logra la clasificación a la Copa Confederación de la CAF 2023-24, donde es eliminado en la primera ronda por el Al Hilal Benghazi de Libia.

## Palmarés
- Copa de Kenia: 1

2022/23
- Superliga de Kenia: 1

2012
- Segunda División Nacional de Kenia: 1

2011

## Participación en competiciones de la CAF
| Temporada | Torneo                       | Ronda | Club              | Casa | Visita | Global |
| --------- | ---------------------------- | ----- | ----------------- | ---- | ------ | ------ |
| 2023/24   | Copa Confederación de la CAF | 1     | Al Hilal Benghazi | 0-0  | 1-4    | 1-4    |